# Asma Barlas
Asma Barlas, född 1950, är en pakistansk-amerikansk författare och akademiker. Hennes specialiteter inkluderar jämförande och internationell politik, islam och koranisk hermeneutik och kvinnostudier.